# Morley Griswold
Morley Griswold (ur. 10 października 1890 w Elko, zm. 3 października 1951 w Reno) – amerykański polityk, szesnasty gubernator Nevady. Należał do Partii Republikańskiej.
Urodził się w Elko. Walczył I wojnie światowej. W 1926 roku, otrzymał stanowisko zastępcy gubernatora. Jako gubernator służył w latach 1934–1935. 